# POSCO
A Companhia de Aço e Ferro Pohang, ou POSCO, acrônimo, da língua inglesa, para Pohang Iron and Steel Company (NYSE: PXK, LSE: PIDD), baseada em Pohang, Coreia do Sul, é a terceira maior produtora de aço do mundo.
Atualmente, POSCO opera duas aciarias no país, uma em Pohang e a outra em Gwangyang. Em adição, POSCO empreende em sociedade com U.S. Steel, USS-POSCO, cujo investimento é localizado em Pittsburg, Pensilvânia.
Junta com Samsung Electronics, POSCO é vista por muitos coreanos como um símbolo de orgulho nacional e como o espírito de que "tudo se pode naquilo que se crê". Com a indústria automobilística e a de construção naval dependentes do aço da POSCO, ela tem sido a pedra fundamental do desenvolvimento industrial da Coreia por mais do que 40 anos.

## Subsidiárias da POSCO
- POSCON

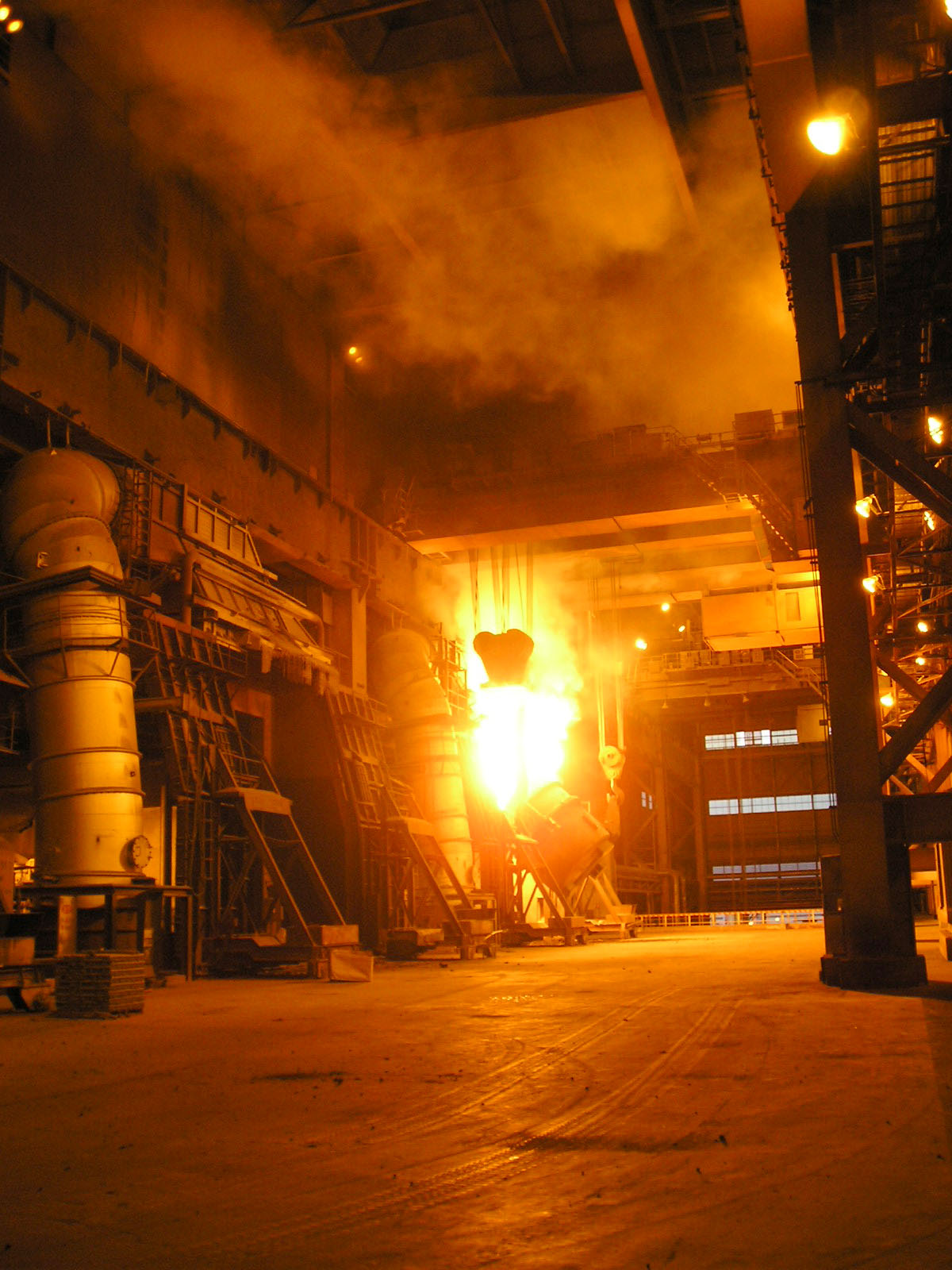
Aciaria de Gwangyang

- POSBRO - Indústria de terminal de Internet móvel WiMAX/WiBro.
- POSDATA - Um provedor de Tecnologia da informação.
- POSCO Engenharia & Construção

## Concorrentes
- ArcelorMittal
- Nippon Steel
- JFE Group
- Nucor Corporation
- Tata Steel